# John Williams (forfatter)
 For alternative betydninger, se John Williams (flertydig). (Se også artikler, som begynder med John Williams)
John Edward Williams (født 29. august 1922 i Clarksville, Texas, død 3. marts 1994 i Fayetteville, Arkansas) var en amerikansk forfatter, redaktør og professor. På dansk er udgivet romanerne Stoner, Butcher's Crossing og Augustus.

## Værker
Romaner
- Nothing But the Night (1948)
- Butcher's Crossing (1960), dansk ovs. Butcher's Crossing (Lindhardt og Ringhof 2015)
- Stoner (1965), dansk ovs. af Jens Christian Grøndahl Stoner (Lindhardt og Ringhof 2014)
- Augustus (1971), dansk ovs. af Mich Vraa Augustus (Lindhardt og Ringhof 2016)

Lyrik
- The Broken Landscape: Poems (1949)
- Necessary Lie (1965)